# Magiczny piasek

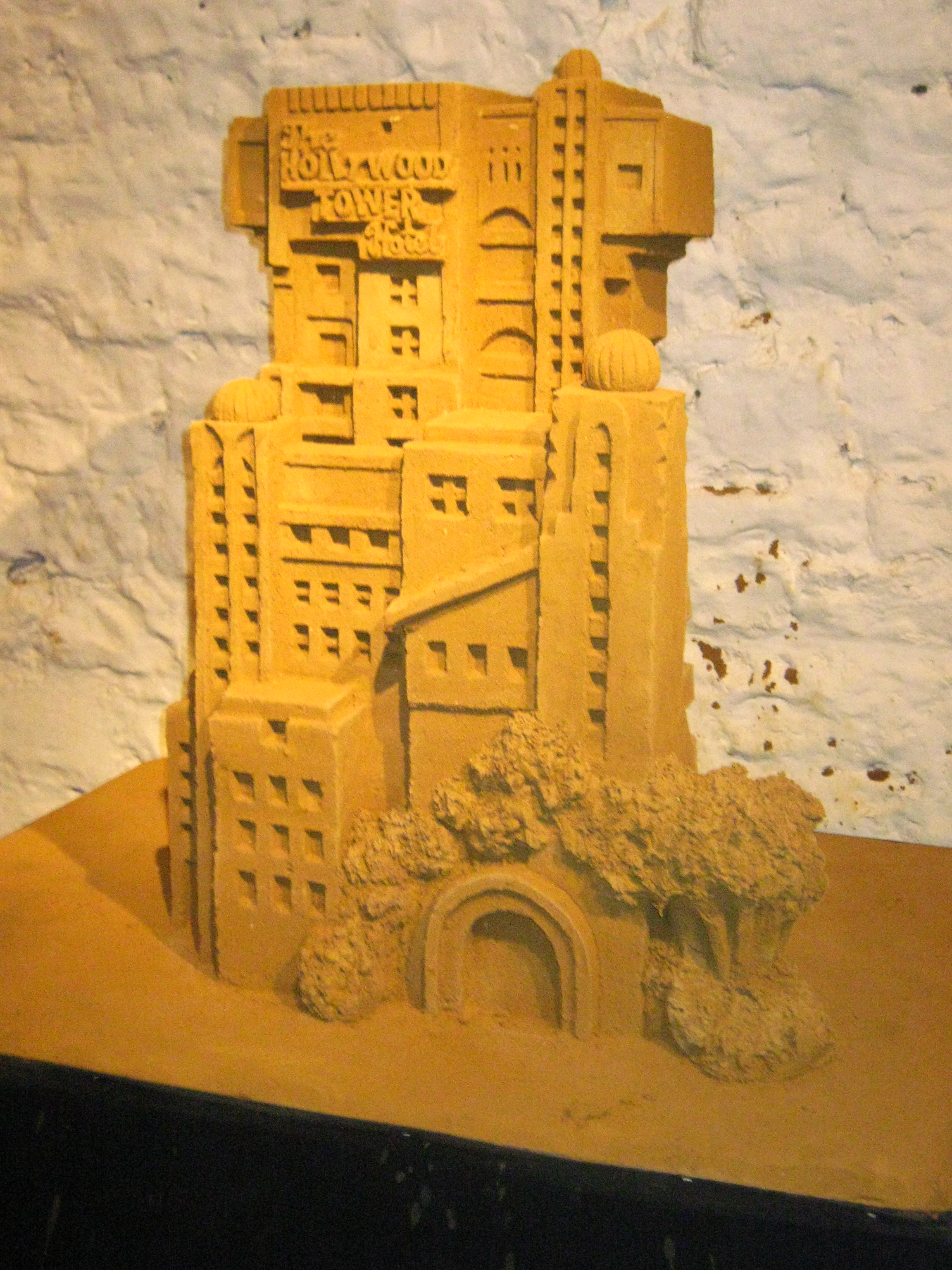
Rzeźba wykonana z magicznego piasku w wersji plastycznej

Magiczny piasek (także: piasek hydrofobowy) – rodzaj modyfikowanego piasku, pokrytego związkiem hydrofobowym.

## Otrzymywanie
Magiczny piasek jest wytwarzany z czystego piasku, którego głównym składnikiem jest krzemionka. Pokrywa się go substancją hydrofobową, metodami fizycznymi lub chemicznymi. W podejściach fizycznych można zastosować natryskiwanie spreju wodoochronnego na cienką warstwę piasku lub zmieszać gorący piasek z niewielką ilością wosku, parafiny, żywicy lub innych materiałów hydrofobowych. W ten sposób można otrzymać piasek hydrofobowy w warunkach domowych. Uzyskany produkt nie jest odporny na działanie rozpuszczalników organicznych. W podejściu chemicznym wytwarzane są trwałe wiązania kowalencyjne pomiędzy krzemionką w ziarnach piasku a związkiem krzemoorganicznym o właściwościach hydrofobowych. W tym celu piasek poddaje się działaniu par trimetylosilanolu, (CH
3)
3SiOH.

## Właściwości
Magiczny piasek nie ulega zwilżaniu przez wodę. Wsypany do wody opada na dno tworząc plastyczną masę, którą można formować. Po wyjęciu z wody jest suchy i sypki. W lipofilowych rozpuszczalnikach organicznych, np. w heksanie, zachowuje się jak zwykłe sypkie ciało stałe. Efekt hydrofobowy występujący w wodzie zanika po dodaniu niewielkich ilości rozpuszczalników organicznych.

## Zastosowanie
Hydrofobowy piasek został pierwotnie opracowany w celu usuwania ropy z powierzchni wody, aby zapobiec zanieczyszczeniu plaż. Po naniesieniu na pływającą ropę miesza się z nią, zwiększając jej gęstość, na tyle, że mieszanina opada na dno. Nie wszedł jednak do użycia w takim celu ze względu na wysoką cenę. 
Może być także stosowany do zakopywania połączeń w obszarach arktycznych. Ponieważ nie ulega zwilżaniu, nie zamarza w czasie mrozu, umożliwiając łatwy dostęp serwisowy nawet w niskich temperaturach.
Magiczny piasek, zwykle zabarwiony, jest dostępny handlowo jako zabawka. Wykorzystywany jest też w celach edukacyjnych.

## Plastyczny piasek magiczny
W handlu dostępny jest też magiczny piasek w formie plastycznej. Można go formować i kroić. Uzyskane kształty są stabilne przez kilka minut. Można go otrzymać przez zmieszanie piasku z polidimetylosiloksanem, CH
3[Si(CH
3)
2O]
nSi(CH
3)
3, w proporcji ok. 10:1.